# خوان کومینتی
خوان کارلوس کومینتی (به انگلیسی: Juan Carlos Cuminetti) (زاده ۲۷ مه ۱۹۶۷) بازیکن سابق و مربی فعلی والیبال اهل آرژانتین و عضو سابق تیم ملی والیبال آرژانتین است.